# Принципат
Принципатът (на латински: Principat) е условен термин в историческата литература за обозначаване на установената форма на държавно управление в Древен Рим в периода на ранната Римска империя (27 пр.н.е. – 193 г., до 284 г.). Създадена е от Октавиан Август, който получава от Сената почетната титла Август (Augustus) през 27 пр.н.е. Това е специфична форма на монархия, при която формално съществуват републикански учреждения, но владетелят има императорска власт, и се нарича принцепс (princeps). Той се счита за „пръв сред равни“ (Primus inter pares) сред останалите сенатори.
Времево обхваща периода от управлението на Юлиево-Клавдиевата династия, Първа Флавиева династия (Веспасиан, Тит, Домициан) и династията на Антонините.